# يوكوهاما فلوغلس
يوكوهاما فلوغلس (باليابانية: 横浜フリューゲルス) ، هي نادي رياضي ياباني لكرة القدم سابقاً، أفتتحت سنة 1964 ، كما أعلنت حلها سنة 1999م، حيث فازت يوكوهاما فلوغلس مرتين عامي 1993 و1998.

## أهم اللاعبين الذين لعبوا للعين خلال تاريخه
- سيزار سامبايو
- زينهو
- ايفواير
- إديو مارانغون
- خايمي رودريغيز
- باولو فوتري
- إيغور ليدياخوف